# Denkmalgeschützte Objekte im Bezirk Gmünd
Im Bezirk Gmünd bestehen 259 denkmalgeschützte Objekte. Die unten angeführte Liste führt zu den Gemeindelisten und gibt die Anzahl der Objekte an.
| Gemeindeliste       | Objektanzahl |
| ------------------- | ------------ |
| Amaliendorf-Aalfang | 1            |
| Bad Großpertholz    | 8            |
| Brand-Nagelberg     | 4            |
| Eggern              | 7            |
| Eisgarn             | 4            |
| Gmünd               | 28           |
| Großdietmanns       | 9            |
| Großschönau         | 14           |
| Haugschlag          | 3            |
| Heidenreichstein    | 23           |
| Hirschbach          | 7            |
| Hoheneich           | 9            |
| Kirchberg am Walde  | 27           |
| Litschau            | 20           |
| Moorbad Harbach     | 6            |
| Reingers            | 2            |
| Schrems             | 20           |
| St. Martin          | 7            |
| Unserfrau-Altweitra | 8            |
| Waldenstein         | 5            |
| Weitra              | 47           |
| Summe Bezirk Gmünd  | 259          |